# Hannes Daube
Hannes Peter Daube (* 5. Januar 2000 in Newport Beach, Kalifornien) ist ein Wasserballspieler aus den Vereinigten Staaten. Er gewann 2024 die olympische Bronzemedaille. Zweimal siegte er mit dem Team der Vereinigten Staaten bei den Panamerikanischen Spielen.

## Sportliche Karriere
Hannes Daube graduierte 2022 an der University of Southern California, mit dem Team der Universität war er 2018 Meister der National Collegiate Athletic Association geworden. 2024 spielte Daube bei VK Jug Dubrovnik.
International war Daube bereits in den Jahren 2016 bis 2018 bei den Jugend- und Juniorenweltmeisterschaften dabei. Ab 2019 spielte Daube auch in der Nationalmannschaft. Die Mannschaft erreichte 2019 den neunten Platz bei den Weltmeisterschaften in Gwangju. Im Finale der Panamerikanischen Spiele 2019 siegte das Team aus den Vereinigten Staaten gegen Kanada. Bei den 2021 ausgetragenen Olympischen Spielen in Tokio unterlag Daube mit seiner Mannschaft im Viertelfinale den Spaniern mit 8:12, wobei Daube in diesem Spiel drei der acht Tore erzielte. In den Platzierungsspielen erreichte die Mannschaft den sechsten Platz.
Auf einen sechsten Platz bei der Weltmeisterschaft 2022 folgte der siebte Platz bei der Weltmeisterschaft 2023. Bei den Panamerikanischen Spielen 2023 siegte das US-Team vor den Brasilianern, wobei Daube im Finale fünf Tore warf. 2024 erreichte die US-Mannschaft bei der Weltmeisterschaft 2024 nur den neunten Rang. Bei den Olympischen Spielen in Paris belegte das US-Team den dritten Platz in seiner Vorrundengruppe. Im Viertelfinale gewann das Team im Penaltyschießen gegen die Australier. Nach einem 6:10 im Halbfinale gegen Serbien bezwang die Mannschaft aus den Vereinigten Staaten im Spiel um Bronze die Ungarn im Penaltyschießen, nachdem es am Ende der regulären Spielzeit 8:8 gestanden hatte. Daube hatte im Spiel um Bronze ein Tor geworfen. Im Penaltyschießen verwandelten Hannes Daube, Max Irving und Alex Bowen die ersten drei Würfe, während die ersten drei Ungarn nicht ins Tor trafen.